# Звончица и легенда о чудовишту из Недођије
Звончица и легенда о чудовишту из Недођије (енгл. Tinker Bell and the Legend of the NeverBeast) је амерички компјутерски урађен анимирани филм продукције DisneyToon Studios из 2014. године. Представља шести и последњи филм франшизе Дизни виле.
Српска синхронизација приказивана је од 19. фебруара 2015. године у биоскопима. Дистрибуцију филма радио је Тарамаунт филм.

## Прича
Забавна и талентована животињска вила Лана, верује да не треба судити о књизи на основу корица – нити о животињи на основу очњака – па ће се зато спријатељити са огромним и мистериозним створењем по имену Невербист. Мада Звонце и њене другарице нису толико сигурне у овај страшни додатак Вилинској долини, елитне виле скаути окупиће се да би заробиле чудовиште пре него што оно уништи њихов дом. Лана ће морати да верује у своје срце и да га слепо прати ако мисли да окупи девојке и спаси Невербиста.